# キッコウリュウ
キッコウリュウ（亀甲竜、Dioscorea elephantipes (ディオスコレア・エレファンティペス)、英: elephant's foot、アフリカーンス語: Hottentotsbrood)は、ヤマノイモ科ヤマノイモ属（ディオスコレア属）に属する落葉性多年生植物。

## 名称

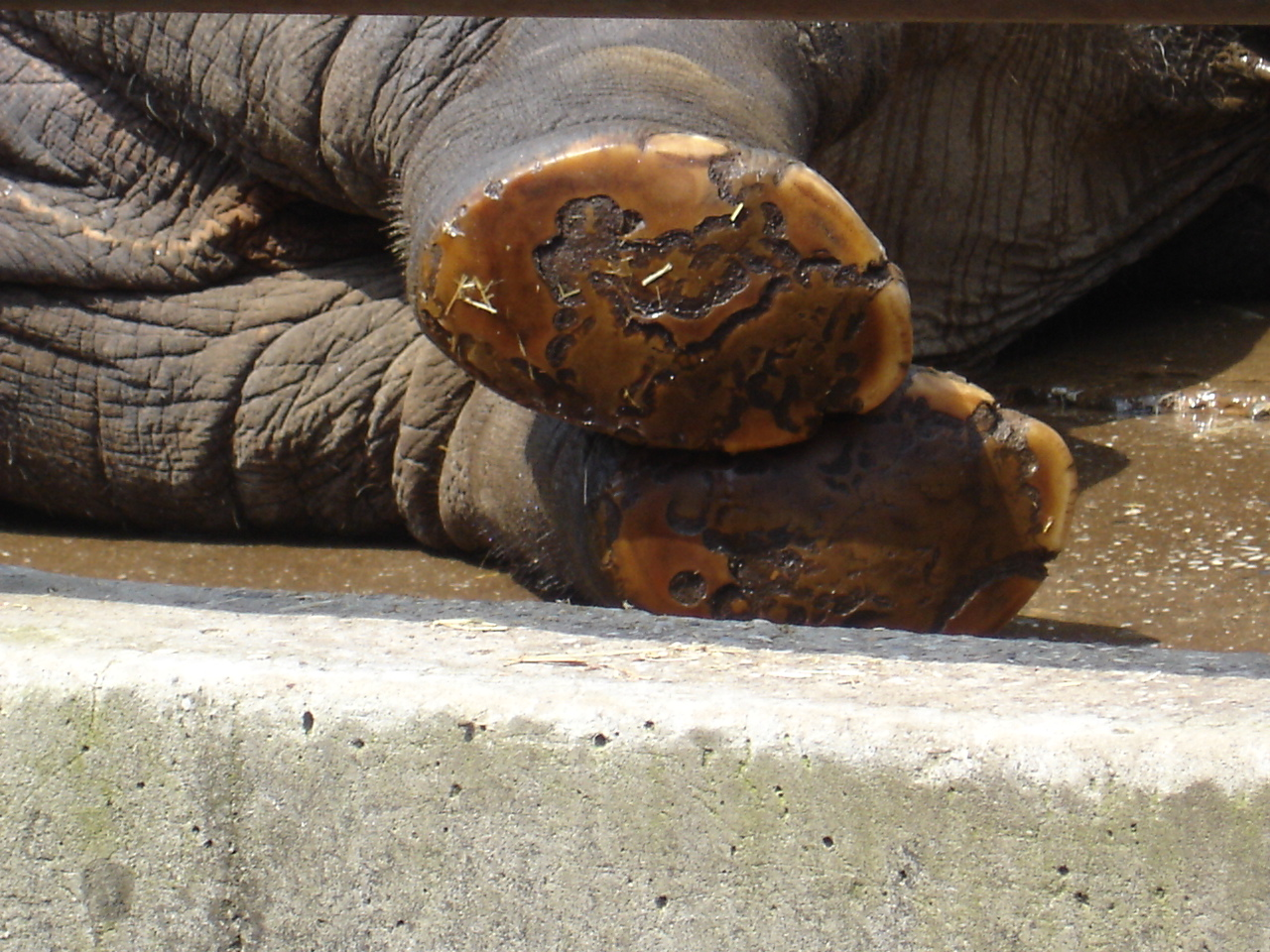
学名、英名、和名別称の由来になったゾウの足。

茎頂から1本の蔓が伸びるためツルカメソウ（蔓亀草）とも呼ばれる。また、英名elephant's footは直訳すると「ゾウの足」。そのためゾウノアシソウ（象の足草）とも呼ばれる。種小名elephantipesもここから。シノニムの属名Testudinariaはカメに由来する。これは塊茎が亀甲状であることから。

## 分布
ナミビアと南アフリカ共和国（北ケープ州、西ケープ州、東ケープ州）に自生する。

## 特徴
高さ約50cm、幅約1mで生育は極めて遅い。木質でドーム型の塊茎を持つ多肉植物。塊茎（塊状の根茎）は直径30-100cm，表面には木質の角張ったこぶ状の突起があり亀甲状となっている。一年生の蔓状茎を伸ばす。花は黄色で、秋に開花する。耐えることのできる最も低い温度は10℃。日向を好み、土壌は水捌けの良いところを好む。

## 利用
塊茎にはデンプンが豊富に含まれており、俗にホッテントットパンと呼ばれるように、アフリカの一部民族が食用とする。サポニンが非常に多く含まれており、食用とするにはそれら有毒な化合物の除去処理が必要で、本種を入手する為にも多大な労力が必要とされるため、現在では飢餓の時にのみ消費されている。

## ギャラリー

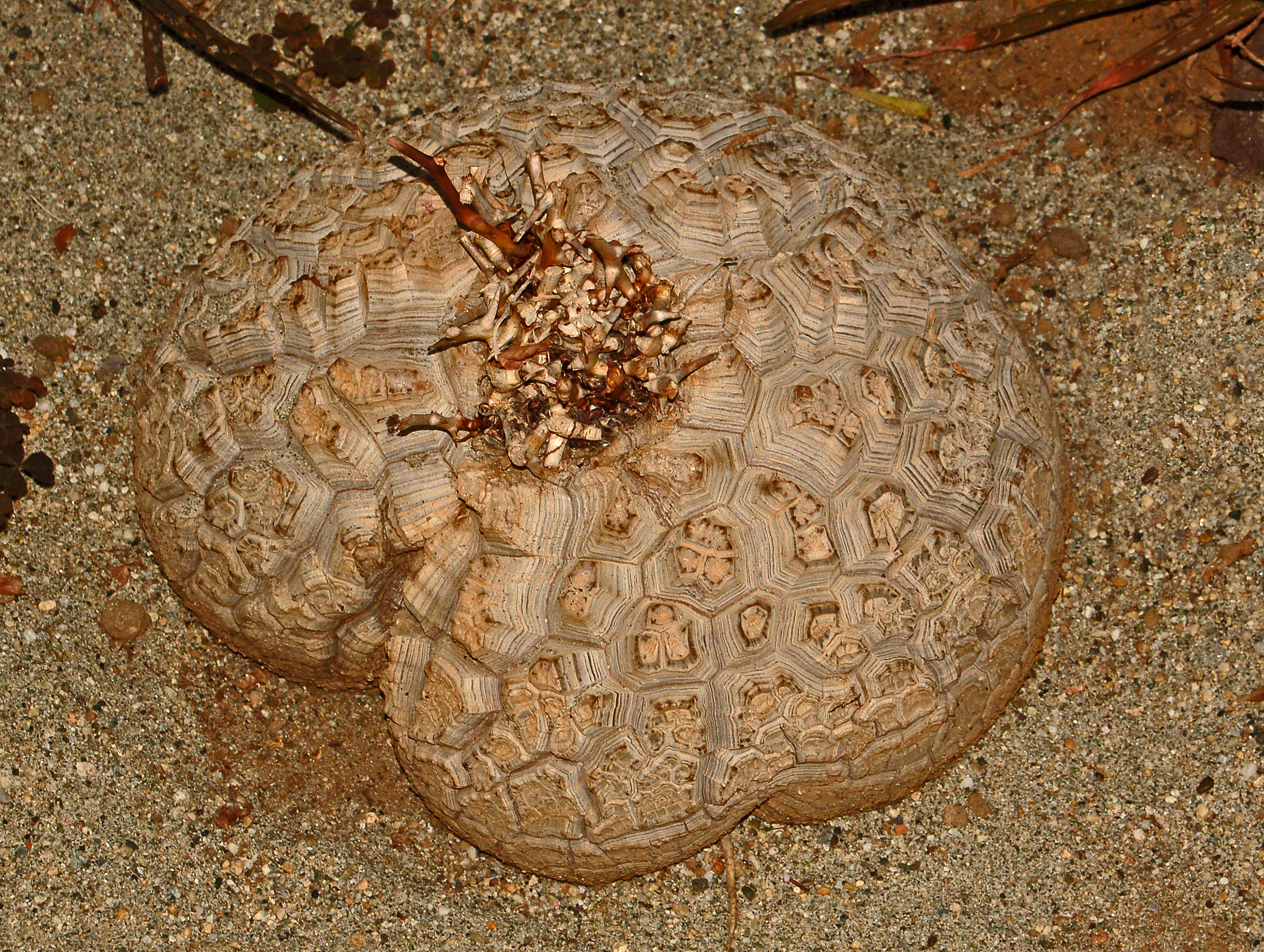
ドーム型の巨大な塊茎
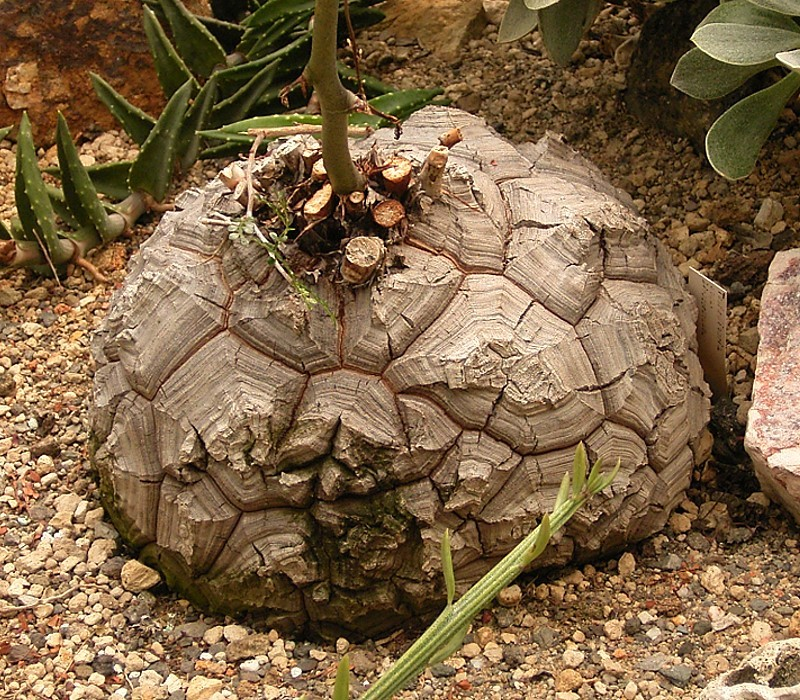
塊茎。亀甲模様をしている。
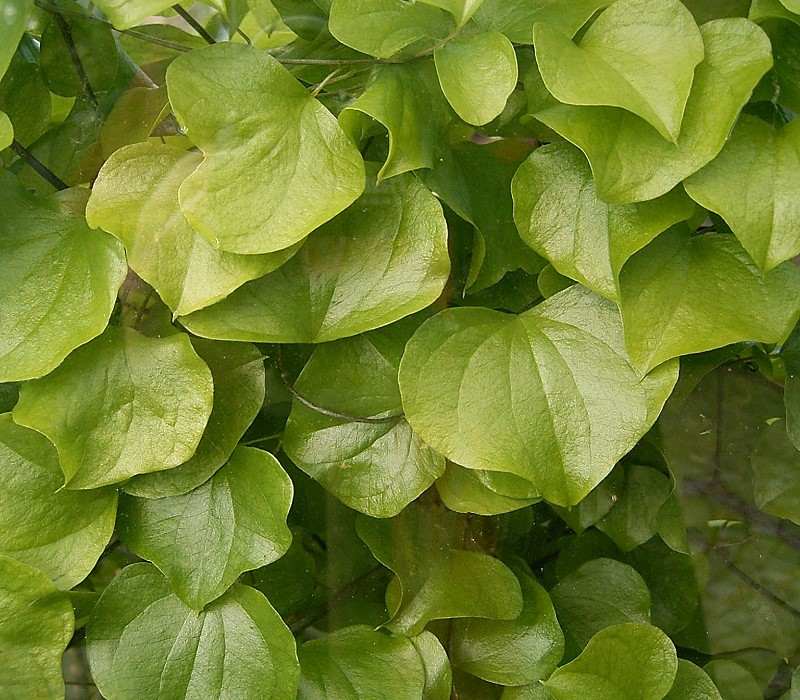
葉。
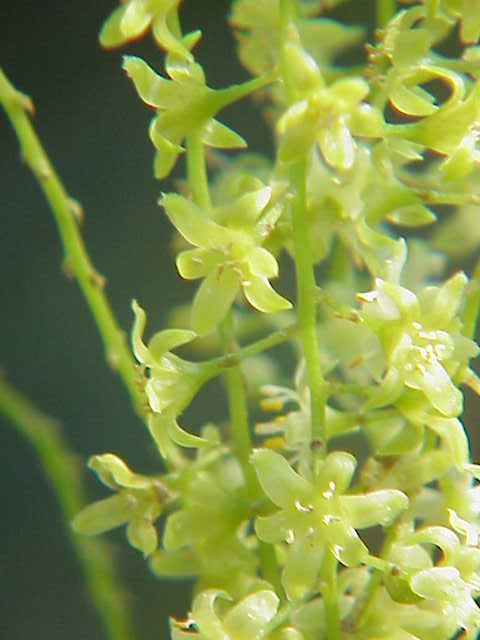
黄色い花。